# Mortal Kombat Gold
Mortal Kombat Gold (сокр. MKG) — видеоигра в жанре файтинг, выпущенная в 1999 году. Эта игра разрабатывалась компанией Eurocom исключительно для игровой приставки Dreamcast и стала первой игрой в серии Mortal Kombat, которая появилась на платформе шестого поколения. Mortal Kombat Gold представляет собой обновлённую версию Mortal Kombat 4 1997 года, включает в себя дополнительных персонажей и арены, которых не было в Mortal Kombat 4, а также новый механизм выбора оружия.

## Игровой процесс
Геймплей практически полностью идентичен Mortal Kombat 4. Главной особенностью Mortal Kombat Gold является возможность выбирать оружие для бойца на экране выбора персонажей. Некоторые виды оружия появлялись также в следующих играх серии. Все арены в Mortal Kombat Gold детализированы, а также были добавлены новые арены.

## Сюжет
Сюжет Mortal Kombat Gold повторяет, а местами даже переписывает и дополняет сюжет Mortal Kombat 4. Эта игра также начинается со вступительного монолога Райдэна.

### Персонажи
Mortal Kombat Gold содержит тот же самый список персонажей из Mortal Kombat 4, который включает в себя:
- Соня Блейд
- Джакс
- Лю Кан
- Джонни Кейдж
- Саб-Зиро
- Рэйко
- Джарек
- Райдэн
- Таня
- Скорпион
- Кай
- Рептилия
- Шиннок
- Фудзин
- Куан Чи

Новые персонажи, вернувшиеся из предыдущих частей серии
Добавлены также персонажи из предыдущих игр серии Mortal Kombat, которые не были в оригинальной версии Mortal Kombat 4.
- Сайракс — найден в пустыне кланом Лин Куэй и отправлен на задание убить Саб-Зиро (эта биография не является каноном).
- Милина — злобная сестра Китаны, мечтающая захватить власть в Эдении и стать её правительницей вместо Китаны.
- Китана — принцесса Эдении, отправляется на турнир, чтобы вернуть себе эденийский трон.
- Кун Лао — шаолиньский монах, потомок Великого Кун Лао, ищет Горо, чтобы отомстить за смерть своего предка.
- Барака — один из таркатанских воинов, был отправлен Куан Чи на турнир для расправы над всеми конкурентами колдуна.

Секретные персонажи
- Мит
- Нуб Сайбот
- Горо (подбосс)
- Сектор

## Расхождения с основным сюжетом
Официальный гид по Mortal Kombat Gold содержит другие биографии персонажей, предоставленные издательству ещё до выхода игры. В результате возникли противоречия в сюжетной линии, которые позже были исправлены:
- Барака умер от рук Кун Лао и возрождён вновь, его тело скреплено скобами, о чём свидетельствуют рубцы. В биографии Бараки в игре «Mortal Kombat Gold» об этом не написано, хотя в Крипте «Mortal Kombat: Deception» фото рендеров Бараки и Милины подтверждают, что всё было, как это описано в биографии официального гида.
- Китана является единственной выжившей жительницей мира Эдении после вторжения Шиннока, который убил всю её семью, включая Синдел.
- Милина выходит из укрытия во время вторжения Шиннока и использует его как шанс отомстить Китане.
- Сайракс был спасён агентами Сил специального назначения Джаксом и Соней и перепрограммирован, чтобы сражаться с Шинноком. Но согласно биографии Сайракса в игре «Mortal Kombat Gold» он был спасён из своего заточения в пустыне кланом Лин Куэй, которые снова послали его убить Саб-Зиро[4], а наблюдать за действиями Сайракса отправили Сектора[5]. Позже в режиме Конквест Mortal Kombat: Deadly Alliance было подтверждено, что версия в которой Сайракса спасли из пустыни Силы специального назначения[6], всё-таки была верной, что таким образом делает сюжет Сектора в «Mortal Kombat Gold» бесполезным.

## Разработка
12 августа 1998 года Дейв Мичичич в IRC-чате объявил о том, что разработчики из Eurocom сделают специальную версию Mortal Kombat 4 для новой приставки от Sega. 8 декабря 1998 года Midway официально анонсировала перечень будущих релизов для Dreamcast, причём концепция готовящегося файтинга сохранялась в тайне, было известно только, что игра станет гибридом Mortal Kombat 4, включая также новых персонажей. В 1999 году уже было известно, что Midway наняла Eurocom для того, чтобы разработать файтинг серии Mortal Kombat для Dreamcast, когда президент филиала «Sega of America», Берни Столар, заявил об этом в своём выступлении на конференции Game Developers Conference (GDC) в Сан-Хосе: «Уже сейчас во всём мире более 100 компаний разрабатывают игры для этой системы. На момент запуска, поищите Mortal Kombat 5 и Ready to Rumble от Midway, Castlevania от Konami, PowerStone от Capcom и Soul Calibur от Namco».
16 апреля 1999 года портативная версия Mortal Kombat 4 для Dreamcast получила официальное название Mortal Kombat Gold, отчёт также содержал информацию об особенностях этой игры. В журнале Game Informer были опубликованы скриншоты с новым персонажем по имени Белокк, но этот персонаж не попал в финальную версию, так как в Eurocom не успели завершить его разработку.

### Версии
Были выпущены два издания Mortal Kombat Gold с интервалом около одного месяца.
- Version 1.0. Золотой диск. Первое издание изобилует ошибками, графические сбои сопровождались вылетами игры, а также нельзя было сохранить прогресс.
- Version 2.0. Красный диск с зелёной наклейкой «HOT! NEW!» на обложке мануала. Второе издание, исправленное, устраняет основные проблемы предыдущей версии, а также была добавлена поддержка Visual Memory, благодаря чему появилась возможность сохраняться.

.

## Отзывы и критика
| Сводный рейтинг    | Сводный рейтинг |
| Агрегатор          | Оценка          |
| ------------------ | --------------- |
| GameRankings       | 54,97 %         |
| MobyRank           | 49/100          |
| Иноязычные издания |                 |
| Издание            | Оценка          |
| AllGame            | [ 17 ]          |
| GameSpot           | 5,0/10          |
| IGN                | 6,3/10          |

Mortal Kombat Gold не получила высоких оценок за графику от игровой прессы, хотя модели персонажей были на уровне аркадной версии Mortal Kombat 4. Систему использования оружия отмечали, как «пустую и неинтересную».